# Фидлер, Юрий Владимирович
Ю́рий Влади́мирович Фи́длер (16 июня 1898, Саратов, Российская империя — 14 мая 1981, Баку, СССР) — советский переводчик, писатель-сатирик и сценарист. Также известен под псевдонимами «Егор Ехидный» и «Артём Проныра».

## Биография
Родился 16 июня 1898 года в Саратове в семье юриста, вскоре после рождения переехавшей в Пятигорск. Затем семья поселилась в Баку, где Юрий окончил гимназию в 1917 году. Ещё гимназистом начал писать стихи. Поступив на службу в бакинский Промбанк, начал печататься в местных газетах. Принимал участие в поэтических конкурсах.
Был автором стихотворных реприз для Государственного свободного сатир-агиттеатра (Бакинский рабочий театр драмы — с 1923 года), работал в области кино, — им написан ряд сценариев, три из которых были поставлены на бакинской студии «Азгоскино» («Азерфильм» в 1935—1939 годах).
Автор свыше 70 произведений. В Баку был издан ряд его оригинальных книг и переводов, также публиковался в советских сатирических журналах: «Крокодил» и другой. 
Скончался 14 мая 1981 года.

### Семья
- жена — Нина Николаевна Фидлер (1899—1954);
  - дочь — Кира Юрьевна Фидлер (1923—2020);
  - дочь — Ника Юрьевна Фидлер (1924— ?)[2].

## Фильмография
1927
- Мисс Кэти и Мистер Джек (автор надписей в стихах)
- Митька, Петька и Чемберлен

1937
- Буйная ватага

## Награды
- медали СССР[1].
- Почётная грамота Президиума Верховного Совета Азербайджанской ССР (1978)[5].